# Ricania atra
Ricania atra är en insektsart som beskrevs av Victor Lallemand 1938. Ricania atra ingår i släktet Ricania och familjen Ricaniidae. Inga underarter finns listade i Catalogue of Life.